# Andropogon microstachys
Andropogon microstachys är en gräsart som beskrevs av Nicaise Auguste Desvaux och William Hamilton. Andropogon microstachys ingår i släktet Andropogon och familjen gräs. Inga underarter finns listade i Catalogue of Life.